# Монтекјаро (Напуљ)
Монтекјаро је насеље у Италији у округу Напуљ, региону Кампанија.
Према процени из 2011. у насељу је живело 575 становника. Насеље се налази на надморској висини од 241 м.